# Rovine

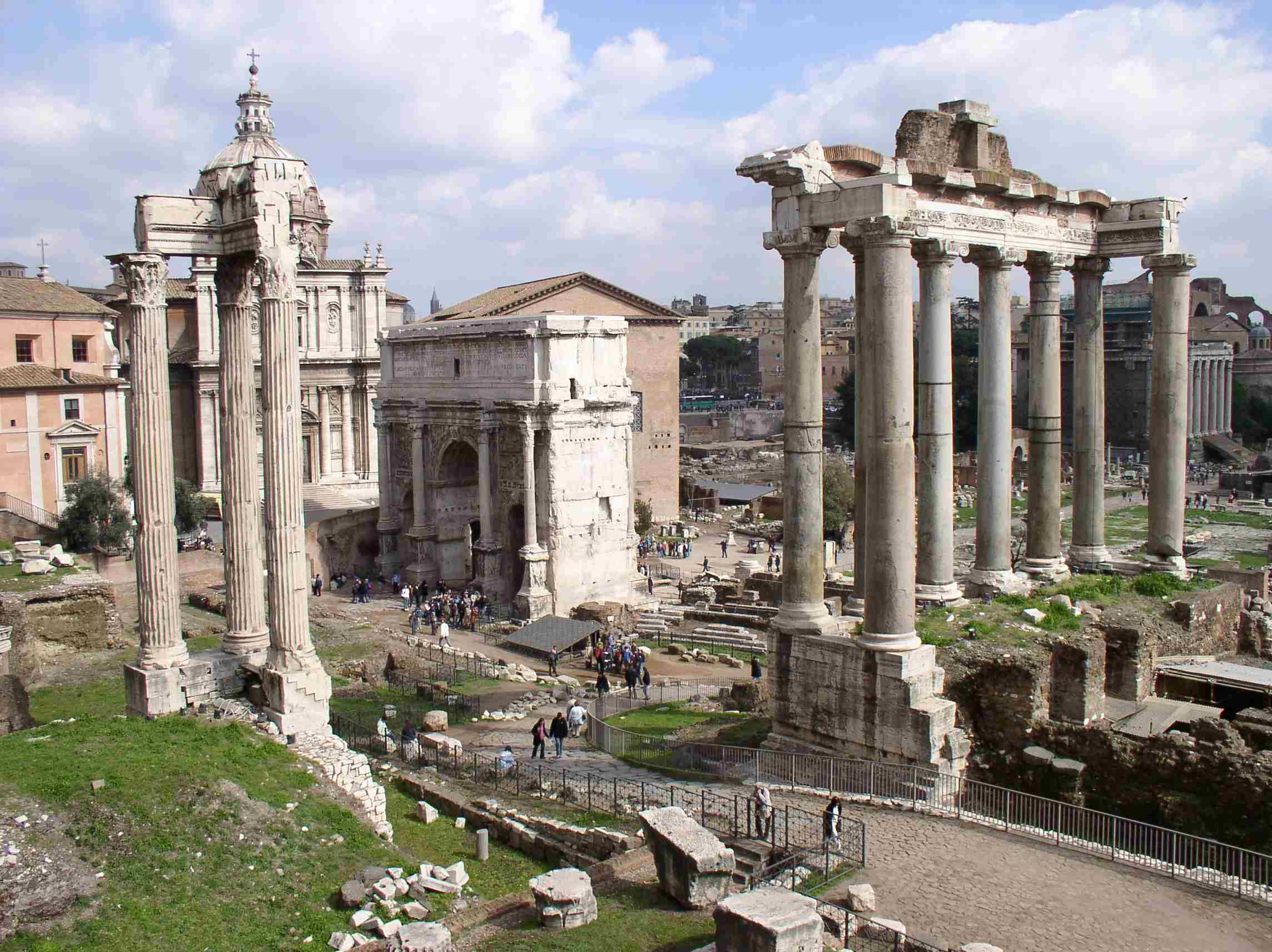
Foro Romano a Roma

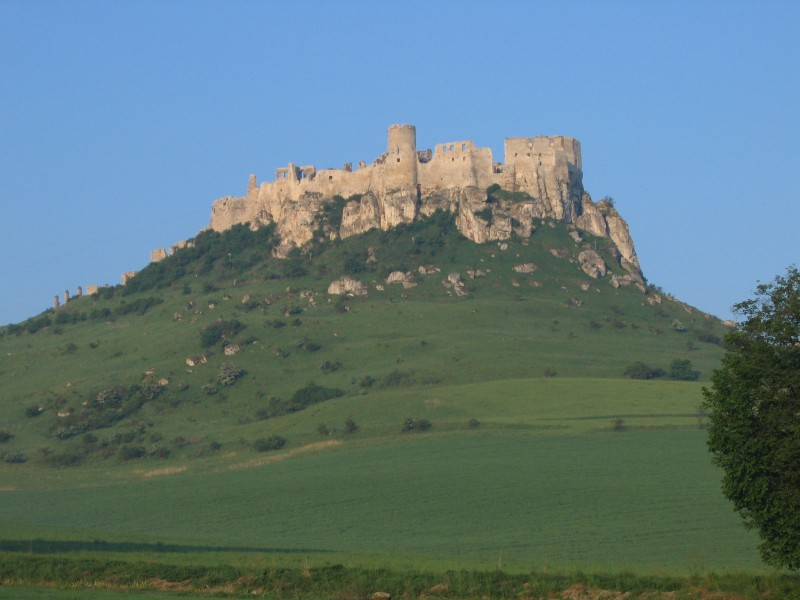
Castello di Spiš in Slovacchia

Le rovine (talvolta al singolare rovina) sono i resti di strutture architettoniche costruite dall'uomo. Le strutture una volta completate, con il passare del tempo, sono cadute in uno stato di abbandono dovuto non per forza o non solo alla mancata manutenzione, ma anche a causa di disastri naturali, guerra, atti deliberati di distruzione o spopolamento. Naturalmente anche la meteorizzazione gioca un ruolo fondamentale nel progressivo deterioramento dei monumenti e quindi nella formazione delle rovine. 
Famose rovine sono presenti in tutto il mondo: Cina, India, Zimbabwe, Grecia, bacino del Mediterraneo, Messico, Sud America sono le zone più ricche di questo tipo di testimonianze architettoniche che sono enormemente importanti per lo studio della storia, dell'archeologia, dell'antropologia e di altre discipline.
Le rovine possono essere rappresentate da luoghi che precedentemente erano adottati a diversi tipi di ambienti: fortificazioni, luoghi di culto, case, interi villaggi o città, edifici di utilità pubblica e non solo. Nel caso di città, spesso le guerre hanno portato alla distruzione di interi insediamenti: basti pensare alle città di Sarajevo, Dresda, Kabul, Beirut, Baghdad e altre che, in anni recenti, hanno conosciuto diversi conflitti armati che hanno causato notevoli rovine. La città di Pompei antica è stata ridotta a rovine dopo l'eruzione del Vesuvio del 79.
Un altro tipo di rovine, determinato da atti deliberati di distruzione, si è creato dopo la dissoluzione dei monasteri in Inghilterra nel 1500.
Molte rovine sono diventate patrimonio dell'umanità, una denominazione adottata dall'UNESCO al fine di identificare e preservare quei siti che rappresentano una particolare importanza da un punto di vista culturale e naturale.